# Jernej Damjan
Jernej Damjan (Liubliana, Yugoslavia, 28 de mayo de 1983) es un deportista esloveno que compitió en salto en esquí.
Ganó dos medallas de bronce en el Campeonato Mundial de Esquí Nórdico, en los años 2005 y 2011. Participó en cuatro Juegos Olímpicos de Invierno, en los años 2006 y 2018, ocupando el quinto lugar en Sochi 2014 y el quinto en Pyeongchang 2018, en el trampolín grande por equipo.

## Palmarés internacional
| Campeonato Mundial | Campeonato Mundial    | Campeonato Mundial | Campeonato Mundial |
| Año                | Lugar                 | Medalla            | Prueba             |
| ------------------ | --------------------- | ------------------ | ------------------ |
| 2005               | Oberstdorf (Alemania) | Medalla de bronce  | TN por equipos     |
| 2011               | Oslo (Noruega)        | Medalla de bronce  | TG por equipos     |